# Corps mystique du Christ
Le Corps mystique du Christ est l'une des expressions utilisées dans la théologie chrétienne pour désigner l'Église, c'est-à-dire l'ensemble des baptisés de toutes les nations, à toutes les époques de l'histoire de l'humanité. 

## Théologie catholique
Le catholicisme use de différentes métaphores pour décrire l'Église, dont celles de « peuple de Dieu » et de « corps mystique du Christ »,. 
De ce point de vue, l'Église est le corps même de Jésus-Christ : s'appuyant sur la christologie paulinienne, le catholicisme professe que, par les sacrements du baptême (1 Cor 12:13) et de l'eucharistie (1 Cor 10:1-6), les chrétiens sont rattachés au corps de Jésus ressuscité. Ce corps est l'Église : corpus mysticum Ecclesiae cujus caput Christus est, « corps mystique de l'Église dont le Christ est la tête ». 
L'image du corps du Christ a été soulignée par Pie XII dans son encyclique Mystici Corporis Christi (1943).

## Théologie orthodoxe
La théologie orthodoxe considère qu'après la destruction du Temple de Jérusalem par les armées romaines en l'an 70, quarante ans après la Crucifixion, le seul Temple, le lieu où se rassemblent les vrais adorateurs de Dieu sera le Corps de Ressuscité du Christ. Ainsi, l’Église locale manifeste l’Église universelle : rassemblée dans l’eucharistie, elle actualise le corps du Christ, et le Corps du Christ est indivisible.

## Théologie protestante

### Protestantisme luthérien et réformé
Tout en s'appuyant sur les mêmes bases bibliques que la théologie catholique, le protestantisme a toujours nettement séparé la conception spirituelle de l’Église, « corps du Christ » ou « église invisible », et son pouvoir institutionnel. Les réformateurs (Luther, Zwingli, Calvin...) ont en particulier estimé que la soumission de l’Église au pape par l'intermédiaire de la hiérarchie catholique comme la multiplication des nouveaux dogmes proclamés par des conciles successifs, constituaient des abus d'autorité, où la volonté des hommes se substituait à celle de Dieu, et qu'il fallait par conséquent d'une part se référer aux textes bibliques, et d'autre part toujours limiter les pouvoirs temporels au sein de l’Église.

### Le point de vue pentecôtiste
L'Église pentecôtiste est en accord avec les catholiques et les orthodoxes quant à l'incorporation des fidèles dans l'Église, qui est en même temps le Corps et l'Épouse du Christ, ne différent pas en cela des autres protestants.